# Hohengüßbach

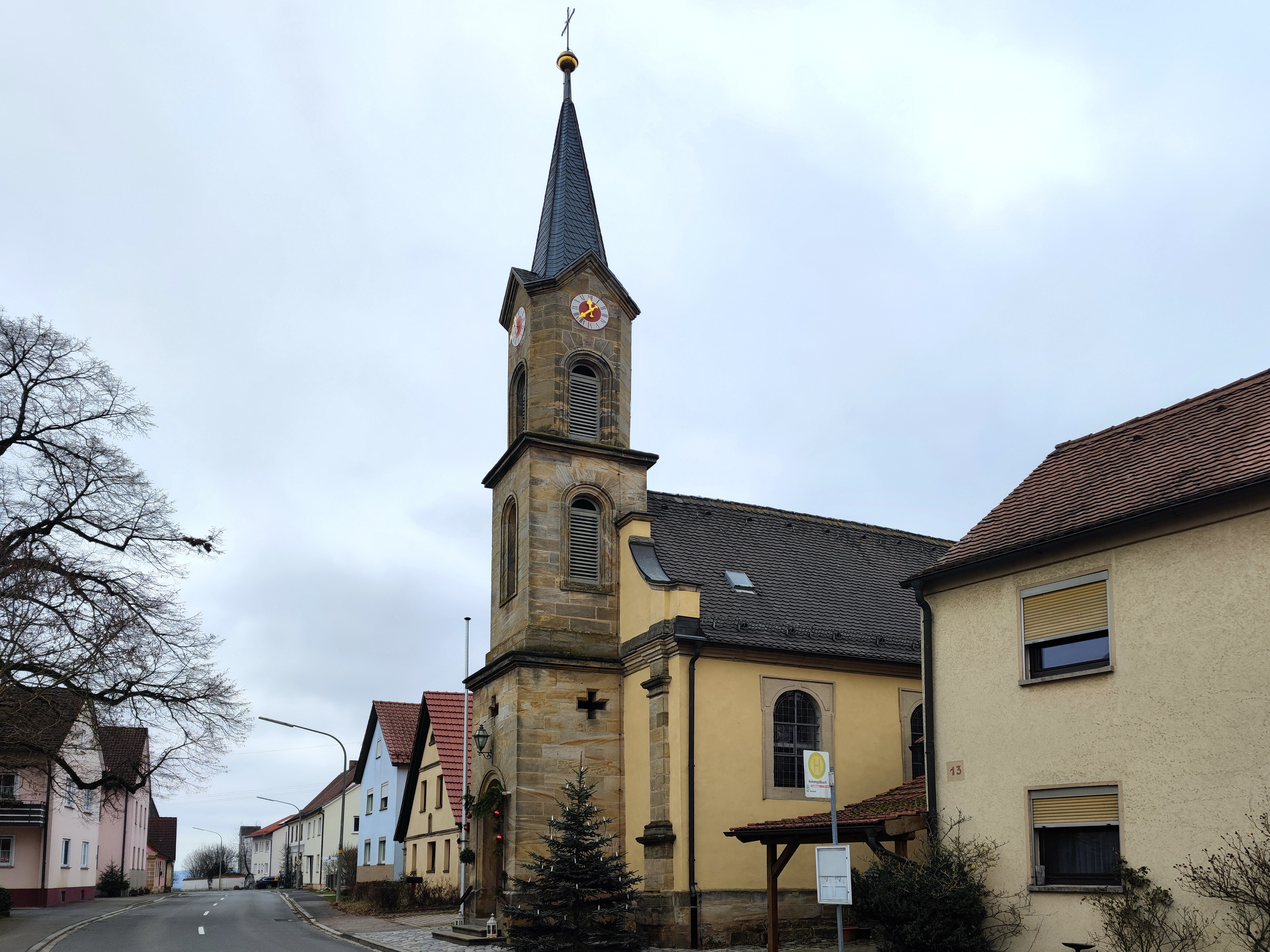
Kuratiekirche Mariä Heimsuchung in Hohengüßbach

Hohengüßbach ist ein Gemeindeteil der Gemeinde Breitengüßbach im Landkreis Bamberg (Oberfranken, Bayern). Der Ort hat zusammen mit Leimershof etwa 180 Einwohner.

## Geografie
Die Nachbarorte des Kirchdorfes sind im Nordosten Sassendorf (Markt Zapfendorf) und Leimershof (Gemeinde Breitengüßbach), im Südosten Starkenschwind (Stadt Scheßlitz), im Süden Merkendorf und Laubend (beide Gemeinde Memmelsdorf), im Südwesten Zückshut (Gemeinde Breitengüßbach) und im Westen Breitengüßbach selbst sowie Unteroberndorf (Gemeinde Breitengüßbach).

## Geschichte
Der noch immer landwirtschaftlich geprägte Ort bildete mit Leimershof eine eigene Gemeinde, ehe er auf freiwilliger Basis am 1. Januar 1972 nach Breitengüßbach eingemeindet wurde. Die Kuratiekirche „Mariä Heimsuchung“ wurde im Barock 1715 gebaut und 1721 geweiht. Im Jahr 1950 wurde sie erweitert. In die Denkmalliste sind für den Ort drei weitere Objekte eingetragen.